# Arnaud Dubois
Arnaud Dubois (Verviers, 2 mei 1986) is een Belgische BMX-er. Hij werd meervoudig Belgisch kampioen in deze discipline. Hij vertegenwoordigde België bij verschillende grote internationale wedstrijden. In totaal behaalde driemaal de finale van de Supercross Worldcup.

## Levensloop
Op 6-jarige leeftijd leerde hij fietsen op een BMX. Op 7-jarige leeftijd werd hij voor de eerste keer Belgisch jeugdkampioen. Hij ging wedstrijden in Frankrijk doen, omdat het niveau daar hoger was dan in België. In 2008 kwalificeerde hij zich niet voor de Olympische Zomerspelen 2008 in Peking. Hij behaalde weliswaar genoeg punten, maar voldeed niet aan de extra eis van het BOIC om tot de top 16 beste rijders van de wereld te behoren.
In 2012 dwong hij, ondanks een knieblessure, wel een kwalificatie af voor de Olympische Zomerspelen 2012 in Londen. Hij voldeed aan de punteneis na het WK in Birmingham. Hiermee was hij de eerste Belg die uitkwam op deze olympische discipline sinds de introductie in 2008. Op de Spelen werd hij in de kwartfinales uitgeschakeld.

## Titels
- Belgisch kampioen: 2009, 2010, 2011, 2012

## Palmares
- 2006:  Supercross Worldcup in San Jose
- 2007: 15e Supercross Worldcup in Salt Lake City
- 2008: 5e Supercross Worldcup in Fréjus